# 武頌揚
武頌揚（1846年—1916年），字贊卿，甘肅秦州（今天水）人，清朝政治人物，同進士出身。
光緒六年（1880年）参加庚辰科殿試，登進士三甲第154名。同年五月，著交吏部掣签，分发各省以知县即用。